# Dzsjú ó szei
A Dzsjú Ó Szei (獣王星; Hepburn: Jyū Ō Sei) egy manga-sorozat, Icuki Nacumi alkotása. Animeként a BONES jelentette meg, a premier 2006. április 13-án volt Japánban a Fuji TV Noitamina műsorblokkjában.

## Történet
2436-ban, 350 éve az emberiség terraformálta a Balkan Naprendszer, ami 150 fényévre van a Földtől, Egy Juno nevű űrkolónián él Thor és az ikertestvére, Rai. Egy nap, mikor hazaérkeznek, holtan találnak rá szüleikre. Mielőtt feleszmélhetnének, altatógázzal elkábítják őket. Egy ismeretlen bolygón találják magukat, mikor felébrednek, aminek neve Chimera, amit mindenki csak "A Szörnykirály Bolygója" (Dzsjú Ó Szei) ismer, a bolygó agresszív növényekből álló őserdő borítja, és két évszaka van, amik 181 földi napig tartanak, az egyik évszakban állandó nappali forróság van míg a másikban fagyos éjszaka. Az emberek gyakorlatilag vadon élnek, bőrszín és nem szerinti törzsekben. A bolygóról elmenni nem lehet, az egyetlen mód a menekülésre az, ha valaki a törzsek vezetőit legyőzve a "Szörnyek Királya" (Dzsjú Ó) lesz.

## Szereplők
- Thor (トール; Hepburn: Tōru?)
- Rai (ラーイ; Hepburn: Rāi?)
- Tiz (ティズ; Hepburn: Tizu?)
- Third (サード; Hepburn: Sādo?)
- Zagi (ザギ; Hepburn: Zagi?)
- Karin (カリン; Hepburn: Karin?)
- Chen (チェン; Hepburn: Chen?)

## Epizódlista
Nyitódal
Deep in Your Heart - előadó: Dómoto Kóicsi
Záródal
Te vo Cunaide (手をつないで; Hepburn: Te wo Tsunaide) - előadó: Younha
| #  | Epizód címe                                           | Első japán sugárzás |
| -- | ----------------------------------------------------- | ------------------- |
| 1  | Fate Unmei (運命; Hepburn: Unmei)                     | 2006. április 13.   |
| 2  | Ochre Ring Csarin (茶輪; Hepburn: Charin)             | 2006. április 20.   |
| 3  | Companion Nakama (仲間; Hepburn: Nakama)              | 2006. április 27.   |
| 4  | Challenge Csószen (挑戦; Hepburn: Chōsen)             | 2006. május 4.      |
| 5  | Duel Kettó (決闘; Hepburn: Kettō)                     | 2006. május 11.     |
| 6  | White Wolf Demon Buran Ró (白狼鬼; Hepburn: Buran Rō) | 2006. május 18.     |
| 7  | Independence Dokuricu (独立; Hepburn: Dokuritsu)      | 2006. május 25.     |
| 8  | Depths Sinszó (深層; Hepburn: Shinsō)                 | 2006. június 1.     |
| 9  | Beast King Dzsúó (獣王; Hepburn: Jūō)                 | 2006. június 8.     |
| 10 | Nightmare Akumu (悪夢; Hepburn: Akumu)                | 2006. június 15.    |
| 11 | Hope Kibó (希望; Hepburn: Kibō)                       | 2006. június 22.    |